# Stéphane Augé
Stéphane Augé (Pau, 6 december 1974) is een voormalig Frans wielrenner en tegenwoordig ploegleider bij het Franse Cofidis.

## Carrière
De in wielerstad Pau geboren Stéphane Augé werd beroepswielrenner in 2000 bij Festina en reed vervolgens bij Jean Delatour, Crédit Agricole en Cofidis. Augé was een helper die af en toe voor zijn eigen kans ging, met name tijdens niet al te heuvelachtige wedstrijden. Augé stond er om bekend altijd in de vluchtersgroep te zitten in de eerste rit in lijn van de Tour de France.

## Belangrijkste overwinningen
2000
- 5e etappe Ronde van Poitou-Charentes

2002
- 6e etappe Ronde van Duitsland

2006
- 2e etappe Ronde van de Limousin
- 5e etappe Ronde van Polen

2007
- GP Cholet

2008
- 1e etappe + eindklassement Vierdaagse van Duinkerke
- 7e etappe Ronde van Duitsland

2010
- Bergklassement Ronde van Picardië

## Resultaten in voornaamste wedstrijden
| Jaar | Ronde van Italië | Ronde van Frankrijk | Ronde van Spanje |
| ---- | ---------------- | ------------------- | ---------------- |
| 2002 |                  | 115e                |                  |
| 2003 |                  | opgave              |                  |
| 2005 |                  | 121e                |                  |
| 2006 |                  | 122e                |                  |
| 2007 |                  |                     | 126e             |
| 2008 |                  | 139e                |                  |
| 2009 |                  | 136e                |                  |
| 2010 |                  | 153e                |                  |

| Jaar | Milaan-San Remo | Waalse Pijl |
| ---- | --------------- | ----------- |
| 2002 |                 |             |
| 2003 | 146e            |             |
| 2005 |                 |             |
| 2006 |                 |             |
| 2007 |                 |             |
| 2008 |                 |             |
| 2009 |                 |             |
| 2010 |                 | 107e        |